# Raúl Wernicke
Raúl Ernesto Alberto Wernicke (Rosario, 28 de septiembre de 1888 - Estrecho de Magallanes, 22 de septiembre de 1949) fue un físico y químico argentino.

## Biografía
Cursó sus estudios en la Universidad de Buenos Aires, recibiendo en 1912 el doctorado en química. En 1913, junto con Alfredo Sordelli, obtuvo una beca para continuar sus estudios en el Instituto Químico de Berlín, Alemania, donde trabajó con el químico alemán Walther Nernst. A su regreso a Argentina comenzó a impartir docencia en física y química en la ciudad de Lomas de Zamora, para posteriormente dictar matemáticas en el Liceo Nacional de Señoritas. En la Universidad de Buenos Aires fue profesor de física en la Facultad de Agronomía y Veterinaria, y de física biológica en la Facultad de Medicina desde 1922.
Entre 1919 y 1934 trabajó en el Instituto Bacteriológico, en la sección de fisicoquímica biológica. De 1934 a 1947 dirigió el Departamento Nacional de Higiene del Instituto de Química. Fue uno de los fundadores de la Asociación Química Argentina, que presidió de 1924 a 1928 y de 1936 a 1944, y perteneció a la Sociedad Científica Argentina, a la Asociación Argentina para el Progreso de las Ciencias y a la Sociedad Argentina de Biología. Fue miembro de la Comisión de Distribución de Formol y Metanol, y en 1945 participó en la V Conferencia Bromatológica Nacional.
Murió el 22 de septiembre de 1949 en el hundimiento del buque «Rastreador Fournier» junto a uno de sus cuatro hijos, mientras viajaban en busca de especímenes exóticos de fauna marina austral.
Publicó más de medio centenar de monografías en revistas científicas; entre los temas tratados se encuentra la coloración de las soluciones de cobalto, la eliminación de metales en agua, estudios sobre el antígeno heterogenético o la preparación de la insulina, entre otros. Entre los libros escribió «Curso de física biológica», publicado en dos volúmenes en 1931 y 1932, «Guía de trabajos prácticos de física biológica», en colaboración, o «Química nuclear».